# Anisodactylus signatus
Anisodactylus signatus är en skalbagge som beskrevs 1797 av Georg Wolfgang Franz Panzer. Arten ingår i släktet Anisodactylus och familjen jordlöpare.

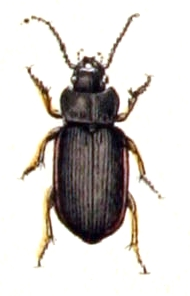